# مت باربر
مَت باربر (انگلیسی: Matt Barber؛ زادهٔ ۲۶ مارس ۱۹۸۳) بازیگر تئاتر، سینما و تلویزیون اهل بریتانیا است.
او دانش‌آموختهٔ رشتهٔ فلسفه در دانشگاه دورهام است.

از فیلم‌ها یا مجموعه‌های تلویزیونی که وی در آن‌ها نقش داشته‌است می‌توان به دانتون ابی اشاره نمود.